# Marie Fabien Raharilamboniaina
Marie Fabien Raharilamboniaina OCD (* 20. Januar 1968 in Ambohijanahary) ist ein madagassischer Ordensgeistlicher und römisch-katholischer Bischof von Morondava.

## Leben
Marie Fabien Raharilamboniaina trat der Ordensgemeinschaft der Unbeschuhten Karmeliten bei, legte die Profess am 8. September 1990 ab und empfing am 5. Juli 1997 die Priesterweihe.
Papst Benedikt XVI. ernannte ihn am 26. Februar 2010 zum Bischof von Morondava. Sein Amtsvorgänger als Bischof von Morondava, Donald Joseph Leo Pelletier MS, spendete ihm am 16. Mai desselben Jahres die Bischofsweihe; Mitkonsekratoren waren Gilbert Guillaume Marie-Jean Aubry, Bischof von Saint-Denis-de-la Réunion, und Fulgence Rabeony SJ, Erzbischof von Toliara.
Seit November 2021 ist er Vorsitzender der Bischofskonferenz von Madagaskar.